# Toni Braxton
Toni Michelle Braxton (Severn, 7 de outubro de 1967) é uma premiada cantora, compositora e atriz norte-americana.  Chegou a fama na década de 1990, onde ficou conhecida por suas baladas românticas, recebendo aclamação da critica e o título de "Rainha do R&B". Ela vendeu mais de 70 milhões de discos em todo o mundo e é uma das artistas femininas mais vendidas da história. Ela já ganhou sete Grammy Awards, sete American Music Awards, cinco Billboard Music Awards, entre vários outros prêmios. Seu álbum de estreia, Toni Braxton (1993), vendeu 10 milhões de cópias em todo o mundo e gerou os sucessos  "Another Sad Love Song" e "Breathe Again". Seu segundo álbum, Secrets (1996), o mais bem sucedido de sua carreira, vendeu mais de 15 milhões de cópias mundialmente e rendeu seus singles de maior sucesso: "You're Makin' Me High",  "How Could an Angel Break My Heart", "I Don't Want To", e sua canção assinatura, "Un-Break My Heart".
Seu terceiro álbum, The Heat (2000), vendeu quatro milhões de cópias em todo o mundo e gerou os sucessos "He Wasn't Man Enough" e "Spanish Guitar". Os álbuns subsequentes, Snowflakes (2001), More Than a Woman (2002), Libra (2005) e Pulse (2010), foram lançados em meio a disputas contratuais, problemas financeiros e de saúde. Em 2014, ela e seu colaborador de longa data, Babyface, lançaram o álbum de duetos Love, Marriage & Divorce, que ganhou o prêmio de Melhor Álbum de R&B no Grammy Awards de 2015. Seus lançamentos recentes são os álbuns, Sex & Cigarettes (2018) e Spell My Name (2020). Seu primeiro álbum está entre os "200 álbuns definitivos do Rock And Roll Hall Of Fame". Ela foi eleita pela Billboard a 97ª maior artista de todos os tempos, e pela revista Rolling Stones, uma das "200 maiores vocalistas de todos os tempos".
Em sua carreira de atriz, Braxton já estrelou vários filmes e musicais na Broadway. De 2011 a 2020, ela estrelou e produziu o reality show, Braxton Family Values, que mostrava a sua rotina de suas irmãs. Em maio de 2014, ela publicou seu livro de memórias, Unbreak My Heart: A Memoir. Em 2016, lançou no canal Lifetime, um filme biográfico intitulado, Toni Braxton: Unbreak My Heart. Em 2017, ela foi homenageada com o Legend Award no Soul Train Music Awards.

## Biografia
Toni Michele Braxton nasceu em Severn, Maryland,  em 7 de outubro de 1966. Seu pai, Michael Conrad Braxton Sr., era um clérigo metodista e trabalhava em uma empresa de energia, e sua mãe, Evelyn Jackson, era uma ex-cantora de ópera, cosmetologista e pastora. Braxton é a mais velha de seis irmãos. Ela tem um irmão mais novo, Michael Jr. (nascido em 1968) e quatro irmãs mais novas, Traci Renee (1971-2022), Towanda Chloe (nascida em 1973), Trina Evette (nascida em 1974) e Tamar Estine (nascida em 1977).
Eles foram criados em uma família religiosa rigorosa, e a primeira experiência de Braxton como cantora foi no coral de sua igreja. Em sua adolescência ainda cantava no coral da igreja, quando foi aprovada na Bowie State University, mas optou por seguir carreira profissional na música depois que foi descoberta pelo produtor William E. Pettaway Jr., que a ouviu cantando em uma boate.

## Carreira

### 1989–1995: The Braxtons e Primeiro Álbum
Braxton e suas quatro irmãs (Traci, Trina, Towanda, e Tamar) começaram a se apresentar como The Braxtons no final dos anos 1980, assinando contrato com a Arista Records em 1989. O primeiro single, "Good Life", foi lançado em 1990. Embora a música não tenha feito sucesso, Toni atraiu a atenção do executivo da gravadora L.A. Reid e do produtor musical Babyface, que estavam procurando talentos para sua nova gravadora, LaFace Records. Em 1992, eles a recrutaram para gravar uma demo de "Love Shoulda Brought You Home", uma música que eles escreveram para Anita Baker para a trilha sonora do filme, Boomerang; Baker, que estava grávida na época, sugeriu que a própria Braxton a gravasse. Sua gravação foi posteriormente incluída na trilha sonora junto com "Give U My Heart", um dueto de Toni e Babyface. O single atingiu a posição 33 da Billboard Hot 100, sendo esse seu primeiro sucesso a parada. No mesmo ano, ela assinou um contrato de gravação com a LaFace.
Seu álbum de estreia, autointitulado, Toni Braxton, foi lançado em 13 de julho de 1993. O primeiro single do álbum, "Another Sad Love Song", alcançou o sétimo lugar na Billboard Hot 100 e o segundo lugar na Hot R&B/Hip-Hop Songs. O segundo single, "Breathe Again", alcançou o quinto lugar na Hot 100 e o segundo lugar no Reino Unido. Mais três singles foram lançados em 1994, "You Mean the World to Me", "Seven Whole Days" e "I Belong to You/How Many Ways". O álbum estreou na 36ª posição na Billboard 200, e após a apresentação de Braxton no American Music Awards de 1994, chegou o primeiro lugar, em sua 31ª semana na parada. Passou uma segunda semana não consecutiva no topo da parada, após o Grammy Awards de 1994. O álbum vendeu 5.135.000 de cópias, apenas nos Estados Unidos, e 10 milhões de cópias em todo o mundo. Além do sucesso comercial, o álbum foi bem recebido pela crítica, ganhando vários prêmios, incluindo, três Grammy Awards, um de Melhor Artista Revelação e dois prêmios consecutivos de Melhor Performance Vocal Feminina de R&B em 1994 e 1995; e três American Music Awards.

### 1996–1999:Secrets,Falência e Estreia na Broadway
Em 18 de junho de 1996, Braxton lançou seu segundo álbum, Secrets. Um grande sucesso, alcançou a segunda posição na Billboard 200 e o primeiro lugar na R&B/Hip-Hop Albums, vendendo 170.000 cópias na primeira semana. Também alcançou o top dez na maioria das paradas internacionais; Vendeu mais de 7 milhões de cópias nos Estados Unidos e foi certificado 8x platina pela RIAA; Ao todo, vendeu mais de 15 milhões de cópias, sendo o álbum mais vendido da carreira de Braxton. O primeiro single do álbum, "You're Makin' Me High", se tornou seu primeiro hit número um na Billboard Hot 100, enquanto seu lado B, "Let It Flow", foi destaque na trilha sonora do filme Waiting to Exhale. O segundo single, "Un-Break My Heart", uma balada escrita por Diane Warren, se tornou um sucesso em todo o mundo e o maior sucesso de sua carreira, passando onze semanas consecutivas no topo da Billboard Hot 100. O terceiro single do álbum, "I Don't Want To", alcançou o top 20 da Hot 100 e o top 10 da parada de R&B. O quarto single oficial, "How Could an Angel Break My Heart", que conta com a participação de Kenny G tocado saxofone, também fez sucesso mundialmente. Braxton ganhou dois prêmios no Grammy de 1997; um de Melhor Performance Vocal Pop Feminina por "Un-Break My Heart" e Melhor Performance Vocal Feminina de R&B por "You're Makin' Me High", bem como dois American Music Awards de Artista Feminina Favorita de Soul/R&B e Álbum Favorito de Soul/R&B. Para promover o álbum, Braxton embarcou em sua primeira turnê, a Secrets Tour, tocando na América do Norte e na Europa de agosto de 1996 a outubro de 1997. O saxofonista Kenny G e suas irmãs se juntaram à turnê como ato de abertura.
Em 1998, ainda esperando por suas recompensas financeiras, Braxton abriu um processo contra a Arista e a LaFace Records, alegando estar sob um contrato abusivo, porém, não obteve sucesso. Logo depois, ela entrou com pedido de concordata e teve que abrir um pedido de falência pessoal, com dívidas de mais de 40 milhões de dólares. Em dezembro de 1998, Braxton, LaFace e Arista entraram em acordo; Eles romperam seu contrato e pagaram a multa, para que ela conseguisse pagar suas dívidas.
Em 9 de setembro de 1998, Braxton fez sua estreia na Broadway como Bela no musical da Disney, A Bela e a Fera, substituindo a atriz Kim Huber. Ela deixou a produção em 28 de fevereiro de 1999. Seu papel em A Bela e a Fera marcou a primeira (e única) vez que uma mulher negra fez o papel de Bela na Broadway, e também, a primeira vez que uma mulher negra estrelou um musical da Disney na Broadway. Ainda em 1999, após resolver seus problemas judiciais com LaFace e Arista, Braxton assinou um novo contrato de US$ 20 milhões de dólares.

### 2000–2004:The Heat,Snowflakes e More Than A Woman
Em 7 de março de 2000, Braxton lançou o primeiro single de seu terceiro álbum de estúdio, The Heat, "He Wasn't Man Enough", que atingiu a 2ª posição na Billboard Hot 100 e liderou por 4 semanas a parada R&B/Hip-Hop Songs. The Heat foi lançado em 25 de abril de 2000, estreando em segundo lugar na Billboard 200 e em primeiro lugar na parada R&B/Hip-Hop Albums, vendendo 199.000 cópias na primeira semana. O álbum também liderou a Canadian Albums Chart, e alcançou a terceira posição na parada de álbuns do Reino Unido. The Heat vendeu 2.093.000 cópias nos EUA e foi certificado como platina dupla pela RIAA. Ao todo, vendeu quatro milhões de cópias pelo mundo. "He Wasn't Man Enough", foi indicado ao Grammy de 2001 de Melhor Canção de R&B e ganhou um de Melhor Performance Vocal Feminina de R&B, enquanto o álbum foi indicado para Melhor Álbum de R&B. Braxton também ganhou dois American Music Awards, de Artista Feminina de Soul/R&B Favorita e Álbum de Soul/R&B Favorito.
Em 11 de abril de 2001, Braxton fez sua estreia no cinema na comédia Kingdom Come. Em 23 de outubro de 2001, Toni lançou seu quarto álbum de estúdio, e seu primeiro álbum de natal, Snowflakes, que consiste em cinco canções originais escritas por ela, Keri Lewis e Babyface, bem como versões de canções tradicionais de natal. Dois singles foram lançados, "Snowflakes of Love", que alcançou a posição 25 na parada Adult Contemporary, e "Christmas in Jamaica" com a participação do músico jamaicano Shaggy. O álbum estreou na 119ª posição na Billboard 200, na 57ª posição da R&B/Hip-Hop Albums e na 5ª posição da parada Top Holiday Albums. Embora o desempenho fraco, o álbum recebeu certificado de ouro da RIAA, por 500.000 cópias vendidas nos EUA.
More Than A Woman, seu quinto álbum de estúdio, foi lançado em 18 de novembro de 2002; Estreou na 12ª posição da Billboard 200 e na 5ª posição da R&B/Hip-Hop Albums, com 98.691 cópias vendidas. Apesar das vendas baixas, o álbum recebeu certificado de ouro nos EUA e vendeu mais de 800.000 cópias em todo o mundo. O único single lançado, "Hit the Freeway", atingiu o número 86 da Hot 100 e 32 na R&B/Hip-Hop Songs.
Em junho de 2003, Toni retorna a Broadway estrelando o musical, Aida, ficando em cartaz por quatro meses. Em 4 de novembro de 2003, ela lança sua primeira compilação, Ultimate Toni Braxton, que estreou em #119 na Billboard 200 e em #43 na Billboard R&B/Hip-Hop Albums. Nenhum single foi lançado, mesmo o álbum apresentando duas músicas novas. Vendeu 394 000 cópias nos EUA e 900 000 cópias no mundo. Em dezembro de 2003, Braxton deixou abruptamente a Arista Records, e assinou com Blackground Records, dirigida por Barry Hankerson, seu empresário desde 1997. Em 12 de outubro de 2004, a LaFace Records, lançou sem a autorização de Braxton, sua segunda compilação, Platinum & Gold; Isso irritou a cantora, que imediatamente acionou a empresa judicialmente; Um juiz da Califórnia assegurou a Toni 10% da renda das vendas, ou cerca de 50.000 dólares. Platinum & Gold debutou em #78 na Billboard R&B/Hip-Hop Albums, vendendo 37.000 cópias.

### 2005–2008:Libra,Residência em Las Vegas e Processos
Em 30 de maio de 2005, a Blackground Records lança "Please", o primeiro single do sexto álbum de Braxton, Libra. O álbum foi originalmente planejado para ser lançado em junho, mas foi adiado várias vezes até finalmente ser lançado em 27 de setembro de 2005. Libra estreou em #4 na Billboard 200 e em #2 na Billboard R&B/Hip-Hop Albums, vendendo 114.593 cópias na primeira semana. Nenhum single de Libra entrou no Hot 100, e segundo Toni houve pouca promoção. O álbum recebeu certificado de ouro da RIAA, em novembro do mesmo ano, e vendeu 679.000 cópias mundialmente.
Em junho de 2006, "The Time of Our Lives", um dueto com o grupo Il Divo, foi lançado como single, servindo como hino oficial da Copa do Mundo FIFA de 2006. Braxton e o Il Divo apresentaram a música na cerimônia de abertura na Allianz Arena em Munique, em 9 de junho de 2006. Em 19 de maio de 2006, o Hotel Flamingo Las Vegas anunciou que Braxton iria substituir Wayne Newton como apresentação principal do local. O show, intitulado, Toni Braxton: Revealed, foi apresentado seis vezes por semana, até março de 2007; Devido a alta demanda, foi estendido até agosto de 2008, mas devido aos problemas de saúde de Braxton, o show foi cancelado em abril de 2008.
Braxton rompeu seu contrato com a Blackground Records e com seu empresário e dono da gravadora, Barry Hankerson. Em 12 de janeiro de 2007, Braxton entrou com uma ação de 10 milhões de dólares contra Hankerson, alegando "fraude, engano e negociação dupla", além da má administração do seu relacionamento com a sua ex-gravadora; Segundo Braxton, Hankerson colocou seus próprios interesses à frente dela usando um "discurso duplo" para comprometer seu relacionamento com a Arista Records. O processo foi resolvido com Braxton sendo forçada a devolver um adiantamento de US$ 375.000 dólares a Hankerson, que também receberia uma porcentagem das vendas de seu próximo álbum, e Hankerson liberando Braxton de seu contrato com ele. O acordo também limitou temporariamente as empresas com as quais Braxton poderia assinar. Hankerson afirmou que os problemas surgiram inicialmente devido a uma série de disputas com Braxton e seu desejo de incluir seu marido em sua música.
Em 2008, Braxton processou a agência de seguros Lloyd's of London, quando eles se recusaram a honrar a apólice do show, Toni Braxton: Revealed, que incluía compensações financeiras por problemas de saúde. A Lloyd's respondeu que ela não informou sua condição cardíaca no momento em que o contrato foi fechado. Braxton reconheceu que não revelou seu histórico médico completo na época, e ela acabou sendo processada pela Lloyd's. Em setembro de 2008, Braxton competiu na sétima temporada do Dancing with the Stars; Ela foram foi eliminada na quinta semana da competição.

### 2009–2012:Pulse,Nova Falência e Reality Show

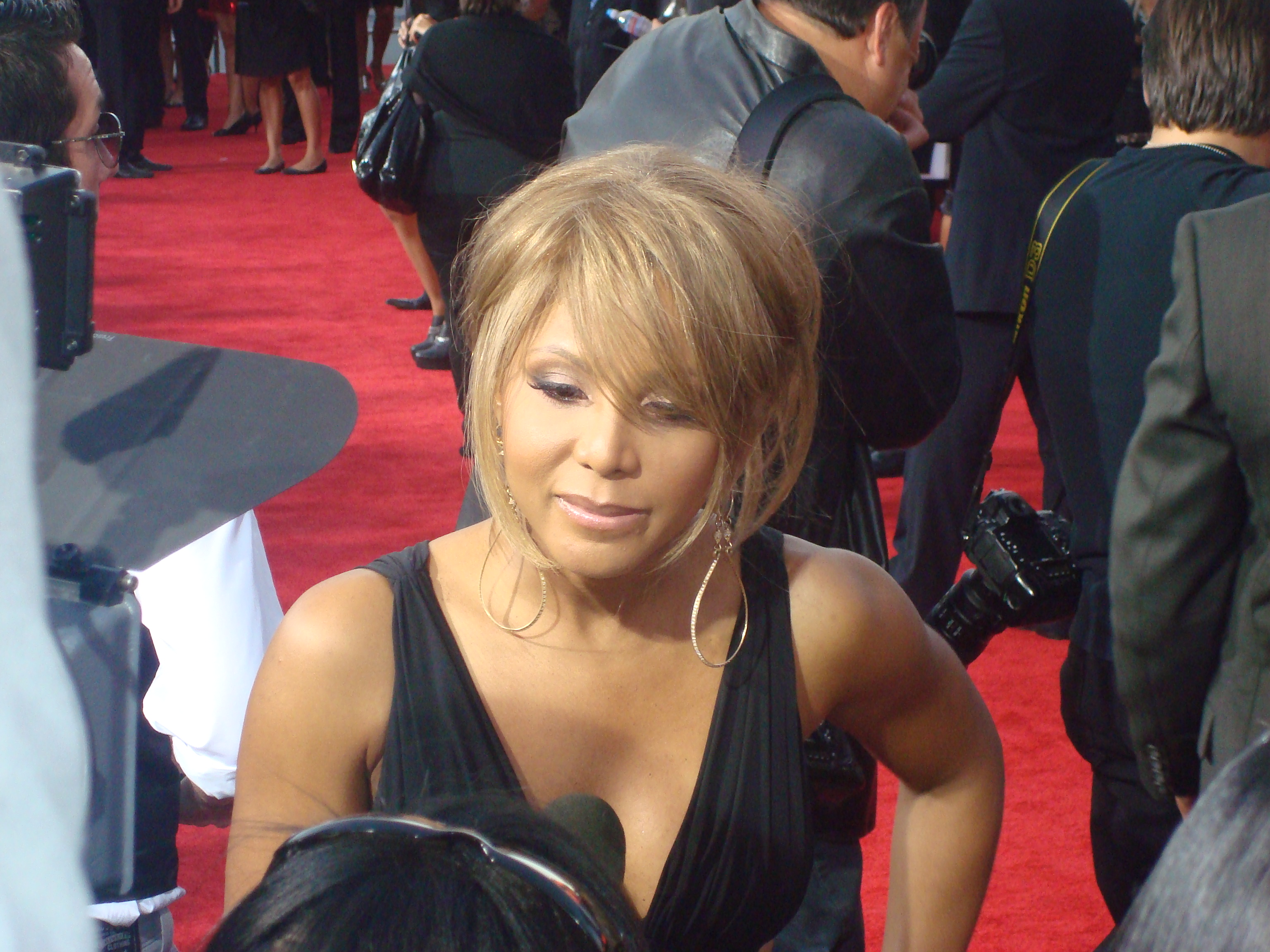
Toni Braxton no American Music Awards de 2009.

Em janeiro de 2009, Braxton assinou a Atlantic Records e confirmou o lançamento de seu novo álbum para fevereiro do mesmo ano; mas muitas canções vazaram na internet, o que adiou o projeto. Em agosto de 2009, ela anunciou a Pulse World Tour, para promover seu novo álbum; A passagem da turnê pelo Brasil foi confirmada, e posteriormente cancelada. Em 11 de setembro de 2009, Braxton lançou o primeiro single do álbum, "Yesterday", com participação de Trey Songz.
Em janeiro de 2010, Braxton perdeu uma mansão em Atlanta, no valor de 375 000 dólares para a Receita Federal, devido ao não pagamento de impostos. Em fevereiro de 2010, Braxton participou junto a outros artistas da regravação do single, "We Are The World", intitulado "We Are the World 25 for Haiti", para arrecadar fundos as vítimas do terremoto no Haiti. Em 3 de maio de 2010, Toni lançou seu sétimo álbum, Pulse, que debutou em #9 na Billboard 200 e em #1 na R&B/Hip-Hop Albums, com 54.000 cópias vendidas na primeira semana. Na Europa, Toni alcançou sua melhor posição desde The Heat. Em 8 de outubro de 2010, Braxton entrou com seu segundo pedido de falência, pois sua fortuna de 17 milhões de dólares, era insuficiente para pagar as dívidas. 
Em 12 de abril de 2011, estreou na WE TV o reality show Braxton Family Values; O programa mostra a rotina de Toni com suas irmãs Towanda, Trina, Tamar, Traci, e sua mãe Evelyn. Em julho de 2011, Toni foi ameaçada a perder seus seis prêmios Grammy se não pagasse 125 mil dólares aos seus credores; Nesse caso os prêmios seriam vendidos, mas a The Recording Academy manifestou-se contra, uma vez que o Grammy é um bem pessoal e intransferível que só pode ser vendido com o consentimento da organização. Em 2012, Toni lançou um novo single, "I Heart You", que ficou duas semanas em #1 na Billboard Dance Songs/Club. Em novembro de 2012, confirmou em entrevista ao programa de televisão 20/20, que apesar de ter considerado posar para a revista Playboy, o que a ajudaria em sua situação financeira, rejeitou a ideia preocupada em como seus filhos lidariam com isso. Na mesma entrevista também comenta sobre suas falências, saúde e outros temas.

### 2013–2019:Love, Marriage & Divorce, Livro de Memórias eSex & Cigarettes
Em junho de 2013, Braxton anunciou que seu oitavo álbum de estúdio, seria em colaboração com Babyface. O álbum, Love, Marriage & Divorce, foi lançado no dia 4 de fevereiro de 2014. O primeiro single, "Hurt You", obteve sucesso, alcançando o número 16 na Billboard Hot R&B/Hip-Hop Songs, e .o 1º lugar na Billboard Adult R&B Songs e na Urban Adult Contemporary. O segundo single, "Where Did We Go Wrong?", alcançou a 11ª posição na Adult R&B Songs. O álbum foi nomeado para World's Best Album no World Music Awards de 2014, e venceu o Grammy de 2015 de Melhor álbum de R&B. Em março de 2014, Braxton retorna à Broadway, ao lado de Babyface, estrelando o musical, After Midnight. Em 20 de maio de 2014, Braxton lançou seu livro de memórias, intitulado, Unbreak My Heart: A Memoir, onde fala sobre sua carreira e vida pessoal.
Em janeiro de 2016, o canal Lifetime estreou o filme biográfico, Toni Braxton: Unbreak My Heart, baseado no livro de memórias de Braxton. O filme foi um sucesso de audiência, atraiu 3,6 milhões de espectadores em sua estreia. Em julho de 2016, Braxton anunciou que embarcaria em uma turnê, intitulada, The Hits Tour, em outubro daquele ano. Ela foi hospitalizada em 3 de outubro, cinco dias antes do início da turnê, devido a complicações do lúpus, resultando no cancelamento das duas primeiras datas da turnê. Braxton foi internada novamente em 15 de outubro, levando ao cancelamento de outra data da turnê, que foi remarcada.
Em 13 de setembro de 2017, Toni lança o single, "Deadwood". No Soul Train Music Awards de 2017, realizado no dia 5 de novembro, Toni foi homenageada com o prêmio "Legend Award" por suas contribuições a música americana popular e mundial, se apresentando na premiação com um medley de seus sucessos, sendo ovacionada de pé. Em 10 de novembro, lançou um pacote com 5 remixes intitulado "Coping", que chegou ao 1º lugar na Billboard Dance/club Charts. Em janeiro de 2018, Braxton estrelou o filme Faith Under Fire, da Lifetime. Em 9 de fevereiro de 2018, lançou a faixa "Long As I Live", que liderou a parada Adult R&B Songs. Seu oitavo álbum de estúdio, Sex & Cigarettes, foi lançado pela Def Jam Recordings, no dia 23 de março de 2018. Estreou na posição 22 na Billboard 200 dos EUA e no topo da parada R&B/Hip-Hop Albums. O álbum foi indicado ao Grammy de 2019 de Melhor Álbum de R&B, e "Long As I Live" foi indicado a Melhor Performance de R&B e Melhor Canção de R&B.

### 2020–presente:Spell My Name
Em 6 abril de 2020, Braxton anuncia que assinou com a Island Records, e lançou o single "Do It". Em maio, Braxton lançou um EP de remixes para seu segundo single "Dance". Em 26 de junho de 2020, Missy Elliott apareceu no remix oficial de "Do It". Em 4 de agosto de 2020, Braxton lançou o videoclipe de "Dance". Em 27 de agosto de 2020, Braxton lançou a música "Nothin'". O décimo álbum de estúdio de Braxton, "Spell My Name", foi lançado em 28 de agosto de 2020. O álbum alcançou a posição 163 na Billboard 200 e a posição 21 no Top R&B Albums. Em 23 de outubro de 2020, Braxton lançou o videoclipe de "Gotta Move On", com participação da cantora H.E.R.
Em 2021, Braxton competiu na sexta temporada de The Masked Singer como "Pufferfish". Ela foi a terceira a ser eliminada durante a estreia de duas noites ao lado de Dwight Howard como "Octopus" e Vivica A. Fox como "Mãe Natureza". Em 2022, Braxton estrelou o filme da Lifetime, The Fallen Angels Murder Club.

## Vida Pessoal

### Relacionamentos e Família
Braxton conheceu a musicista Keri Lewis em 1997, quando seu grupo, Mint Condition, abriu os shows de sua turnê; eles se casaram em 21 de abril de 2001. Desta relação nasceram seus dois filhos: Denim Cole Braxton-Lewis, nascido em 2 de dezembro de 2001, em Las Vegas, e Diezel Ky Braxton-Lewis, nascido em 31 de março de 2003, em Atlanta. Em 2006, seu filho, Diezel, foi diagnosticado com transtorno do espectro autista; Braxton tornou-se porta-voz da Autism Speaks, e também da American Heart Association. Em novembro de 2009, Braxton anunciou que ela e o marido haviam se separado. O casal se divorciou mais tarde em julho de 2013.
Em maio de 2016, ela começou a namorar o rapper Birdman, e o casal anunciou o noivado em fevereiro de 2018. Em janeiro de 2019, o casal cancelou o noivado. Em novembro de 2023, Braxton postou que eles estavam namorando novamente. Em 8 de agosto de 2024, eles se casaram e duas semanas depois, Braxton pediu o divórcio; Ela indeferiu o pedido em janeiro de 2025.

### Controvérsias
Em 2014, Braxton lançou seu livro de memórias, onde revelou que fez um aborto em 2002, por orientação médica, pois estava tomando remédio para acne, e o bebê poderia nascer "defeituoso"; Ela disse que seu filho caçula nasceu autista como uma punição de Deus por ter feito o aborto; Este relato repercutiu negativamente e Toni se desculpou publicamente. Em 2016, ela causou outra polêmica ao declarar em suas redes sociais que seu filho havia sido "curado" do autismo. Após inúmeras criticas, principalmente da Autism Speaks, ela se desculpou pela declaração, alegando que estava apenas emocionada com os progressos de seu filho.

### Problemas de Saúde
Em agosto de 2007, surgiram rumores de que Braxton havia sido diagnosticada com câncer de mama. Ela declarou ao Access Hollywood que os rumores sobre câncer de mama eram falsos. No entanto, em 2008, ela teve um nódulo benigno removido de sua mama. Em abril de 2008, após um concerto no Hotel e Cassino Flamingo, em Las Vegas, Toni foi levada às pressas para um hospital após sofrer um ataque cardíaco. Toni foi diagnosticada com angina microvascular; Desde 1997, ela tratava um outro problema cardíaco, a pericardite, descoberta naquele ano, após ter um princípio de infarto na época. Em 18 de novembro de 2010, Braxton revelou à CBS News seu diagnostico de lúpus eritematoso, uma doença autoimune potencialmente fatal. Desde então, ela foi hospitalizada diversas vezes por "problemas de saúde" relacionados ao lúpus.

## Voz e Habilidades Vocais
Braxton, apesar de ser incansavelmente considerada um contralto, é classificada vocalmente como um Mezzo soprano agudo, próximo do contralto grave. Devido a sua grande extensão, ela apresenta notas consideradas altas para um contralto comum, trazendo características próximas da de um Mezzo Soprano Dramático, mas Toni ainda não apresenta em seu timbre a principal característica de uma contralto convencional, o maior brilho em notas médio-aguda, por esta razão não se pode afirmar que a mesma é de fato uma contralto, já que esta classificação é referente a música erudita, mas semanticamente a voz de Toni tem mais características deste Fach (mezzo) do que com o do contralto.

## Legado
Toni Braxton se tornou uma superestrela após o lançamento de seu primeiro álbum. Em 1998, ela fez história como a primeira protagonista negra em um musical da Disney na Broadway, ao estrelar como Bela em A Bela e a Fera. Em 2011, Braxton liderou a lista das mais bem vestidas da década de 2000 no Grammy Awards. Em 2 de junho de 2016, as autoridades municipais e do condado de Atlanta, Geórgia, nomearam 2 de junho como o "Dia de Toni Braxton".
Braxton também é vista como um ícone gay. Quando questionada sobre seus fãs gays, Braxton disse "Eu amo meus meninos, porque meus meninos me ajudam a ser uma garota melhor. Meu coreógrafo e meu diretor de vídeo são gays, e eles são meus melhores amigos desde que comecei na indústria. Eles são minha parte favorita de toda a indústria". Em outra entrevista ela declarou: "Como mulher afro-americana, nos disseram que não podíamos votar, que não podíamos ter casamentos inter-raciais — Eu odeio que digam o que as pessoas devem fazer. Acho isso ridículo. Todos tem o direito de amar." No começo de sua carreira, ela era constantemente questionada sobre sua sexualidade, devido seu estilo "masculino" e cabelos curtos. Sobre isso ela declarou: "Tenho uma aparência andrógina. Me considero uma mulher atraente, mas de um jeito masculino. Acho que essa pode ser uma das razões pelas quais meus fãs gays se conectaram comigo (além da música). Eu sou quem eu sou. Sou uma artista andrógina e me sinto confortável comigo mesma." Ela também já revelou seu desejo de interpretar uma lésbica.
Ela foi citada como influência por vários artistas, como: Beyoncé, Kelly Clarkson, Keyshia Cole, Teyana Taylor, Kehlani, entre outros. 

## Discografia
Álbuns de estúdio
- 1993: Toni Braxton
- 1996: Secrets
- 2000: The Heat
- 2001: Snowflakes
- 2002: More Than a Woman
- 2005: Libra
- 2010: Pulse
- 2018: Sex & Cigarettes
- 2020: Spell My Name

Álbuns de dueto
- 2014: Love, Marriage & Divorce

## Filmografia
- 2001: Um Ritual do Barulho/Um Bom Ano (Kingdom Come) - Juanita Slocumb
- 2002: Play'd: A Hip Hop Story (Especial de TV) - Shonda
- 2005: Kevin Hill (3 episódios, série de TV) - Terry Knox
- 2012: Os Ooigeloves e a Aventura no Grande Balão (The Oogieloves in the Big Balloon Adventure) - Rosalie Rosebud
- 2013: Virada do Destino (Twist of Faith) - Nina Jones
- 2016: Toni Braxton Unbreak My Heart - Ela Mesma
- 2018: Na Mira da Fé (Faith Under Fire) - Antoinette Tuff
- 2018: Every Day Is Christmas - Alexis Taylor
- 2022: Clube dos Anjos Caídos: Assassinatos Misteriosos (Fallen Angels Murder Club - Friends To Die For) - Hollis Morgan
- 2022: Clube dos Anjos Caídos - Heróis e Vilões: (Fallen Angels Murder Club - Heroes and Falons) - Hollis Morga